# Радио Благоевград
Радио Благоевград е българска регионална радиостанция на Българското национално радио със седалище в град Благоевград, на адрес: ул. „Иван Михайлов“ № 56. Създадено е на 11 декември 1973 г.

## История
На 11 декември 1973 година, точно в 14:30 часа в ефира за първи път прозвучава сигналът на Радио Благоевград, създаден по мотиви на песента „Пирине, Пирин планино“. Официалното откриване се предава на живо по програма „Хоризонт“ на Българското радио: „Драги слушатели, нашият микрофон се намира на площад „Македония“ в Благоевград, където започна тържеството на трудещите се от града по случай откриването на най-младата радиостанция у нас – Радио Благоевград“.
Радио Благоевград стартира с 80-минутна собствена програма (06:30 – 07:20 и 19:00 – 19:30 ч.). От 1975 г. програмното време се увеличава на 2 часа, от 1977 г. – на 2 ч. и 30 мин., а от 1981 г. – на 5 ч. В началото на 1989 г. се въвежда унифицираното програмно време на всички районни радиостанции на Българското Радио (06: 00 – 09:00ч. и 17:00 – 12:00 ч.) От 1994 г. програмите стават 13 часа дневно, а от 1996 г. – 18 часа.
Днес Радио Благоевград, като районна радиостанция в системата на Българското национално радио, излъчва 12-часова всекидневна програма, като всеки вторник излъчва самостятелна програма – от 00:20 до 3:00 ч. на честотите на програма „Христо Ботев“, и от 4:05 до 6:00 ч. – на честотите на програма „Хоризонт“ на БНР.

## Честоти
УКВ (FM) -
Благоевград-103.2 MHz; Якоруда-90.9 MHz; Гоце Делчев -102.3 MHz; Кресна-105.2 MHz; Кюстендил-106.6 MHz
СВ (MW) -
Благоевград-864 KHz (спрян)